# Base de Schauder
O conceito de base de Schauder é semelhante ao de base usual ou base de Hamel, porém diferencia-se pelo fato de bases de Hamel representarem os elementos de um espaço vetorial através de combinações lineares finitas (aplicando-se portanto a espaços de dimensão finita), enquanto as bases de Schauder podem descrever os elementos de um espaço de dimensão infinita. Em dimensão finita as bases de Schauder coincidem com as bases de Hamel.

## Definições
Seja {\displaystyle X} um espaço vetorial normado infinito-dimensional. Uma sequência {\displaystyle (e_{i})_{i=1}^{\infty }} em {\displaystyle X} é chamada de base de Schauder de {\displaystyle X} se para todo {\displaystyle x\in X} existir uma única sequência de escalares {\displaystyle (a_{i})_{i=1}^{\infty }}, chamadas as coordenadas de {\displaystyle x}, tal que {\displaystyle x=\sum _{i=1}^{\infty }a_{i}e_{i}}.
Dizemos que uma sequência {\displaystyle (e_{i})_{n}} é uma sequência básica em um espaço de Banach {\displaystyle X} se {\displaystyle (e_{i})_{i}} é uma base de Schauder para {\displaystyle {\overline {span}}\{e_{i}:i\in \mathbb {N} \}}.

## Propriedades
A convergência na definição de base de Schauder deve ser entendida com relação à topologia da norma.
Por se tratar de uma soma infinita, é importante observar que a ordem dos elementos é relevante em bases de Schauder. Nada garante que, ao permutarmos os elementos de {\displaystyle (e_{i})_{i=1}^{\infty }}, a série infinita que define cada elemento do espaço em termos da base continue convergindo, e portanto que sequência na nova ordenação continue sendo uma base. No caso especial em que possua essa propriedade (convergência incondicional), a base de Schauder será chamada de base Incondicional.

## Algumas Consequências Relevantes
- Toda base de Schauder de um espaço normado é linearmente independente.
- Teorema de Mazur: Todo espaço de Banach {\displaystyle X} de dimensão infinita contém um subespaço fechado de X de dimensão infinita com uma base de Schauder.

## Exemplos de Espaços com/sem Bases de Schauder
Exemplo 1: Consideremos os espaços de sequência {\displaystyle c_{0}} e {\displaystyle \ell _{p}}, para {\displaystyle p\in [1,\infty )}. Seja {\displaystyle (e_{n})_{n=1}^{\infty }} a sequência contida em {\displaystyle c_{0}} e {\displaystyle \ell _{p}}, para {\displaystyle p\in [1,\infty )}, tal que para cada {\displaystyle n\in \mathbb {(} N)} {\displaystyle e_{n}=(\delta _{nk})_{k=1}^{\infty }} onde {\displaystyle \delta _{nn}=1} e {\displaystyle \delta _{nk}=0} se {\displaystyle n\neq k}. A sequência {\displaystyle (e_{n})_{n=1}^{\infty }} é uma base de Shauder para os espaços {\displaystyle c_{0}} e {\displaystyle \ell _{p}}, para {\displaystyle p\in [1,\infty )}.
Exemplo 2: {\displaystyle l_{\infty }} não possui uma base de Schauder, uma vez que não é um espaço separável.

## Separabilidade
Seja {\displaystyle X} um espaço de Banach. Se {\displaystyle X} possui uma base de Schauder, então {\displaystyle X} é um espaço separável.
Demonstração: Seja {\displaystyle X} um espaço de Banach. Considere {\displaystyle (e_{k})_{k}} uma base de Schauder de {\displaystyle X} tal que {\displaystyle \|e_{k}\|=1} e considere {\displaystyle D=\left\{\sum _{k}y_{k}e_{k}:k\in \mathbb {N} ,y_{k}\in \mathbb {Q} \right\}}
Seja {\displaystyle x\in X}, e {\displaystyle x=\sum _{k=1}^{\infty }x_{k}e_{k}}, com {\displaystyle x_{k}\in \mathbb {R} } as coordenadas de {\displaystyle x}. Então, para todo {\displaystyle \varepsilon >0}, existe {\displaystyle n_{0}\in \mathbb {N} } tal que {\displaystyle \|x-\sum _{k=1}^{n_{0}}x_{k}e_{k}\|<{\frac {\varepsilon }{2}}}
Uma vez que {\displaystyle x_{k}\in \mathbb {R} }, e {\displaystyle \mathbb {Q} } é denso em {\displaystyle \mathbb {R} }, existe {\displaystyle y_{k}\in \mathbb {Q} } tal que {\displaystyle |x_{k}-y_{k}|<{\frac {\varepsilon }{2^{n+1}}}}.
Assim, temos que
{\displaystyle \|x-\sum _{k=1}^{n_{0}}y_{k}e_{k}\|=\|x-\sum _{k=1}^{n_{0}}y_{k}e_{k}+\sum _{k=1}^{n_{0}}x_{k}e_{k}-\sum _{k=1}^{n_{0}}x_{k}e_{k}\|\leq \|x-\sum _{k=1}^{n_{0}}x_{k}e_{k}\|+\|\sum _{k=1}^{n_{0}}x_{k}e_{k}-\sum _{k=1}^{n_{0}}y_{k}e_{k}\|<{\frac {\varepsilon }{2}}+{\frac {\varepsilon }{2^{n+1}}}<\varepsilon .}
Logo, provamos que {\displaystyle X} contém um subconjunto enumerável denso em {\displaystyle X}, e portanto {\displaystyle X} é separável.

## Bases de Schauder Incondicionais
Uma base de Schauder {\displaystyle (e_{i})_{i}} de um espaço de Banach {\displaystyle X} é dita incondicional se, para todo {\displaystyle x\in X}, {\displaystyle x=\sum _{i=1}^{\infty }a_{i}e_{i}}, converge incondicionalmente, isto é, se a série {\displaystyle \sum _{i=1}^{\infty }a_{\pi (i)}e_{\pi (i)}} converge qualquer que seja a permutação {\displaystyle \pi (i)} dos índices.

### Exemplos
- As bases canônicas dos espaços de sequências {\displaystyle c_{0}} e {\displaystyle l_{p}}, {\displaystyle 1\leq p<\infty } são bases incondicionais.

- Todo sistema ortonormal maximal em um espaço de Hilbert separável {\displaystyle H} é uma base incondicional em {\displaystyle H}.

- O sistema de Haar é uma base de Schauder incondicional em {\displaystyle L_{p}(0,1)}, {\displaystyle 1<p<\infty }. O espaço {\displaystyle L_{1}(0,1)}, por sua vez, não possui base incondicional.[4][5]

### O "Problema da Base Incondicional"
Sabemos que todo espaço de Banach {\displaystyle X} de dimensão infinita contém um subespaço fechado de dimensão também infinita com uma base de Schauder. É natural questionarmos então se todo espaço de dimensão infinita contém algum subespaço fechado de dimensão infinita com base incondicional.  Esse era o chamado Problema da Base Incondicional, formulado desde o início da década de 50, e solucionado somente em 1993 por Timothy Gowers e Bernard Maurey, introduzindo o conceito de espaços hereditariamente indecomponíveis (e construindo um caso particular de espaço, chamado Espaço GM, que provaram ser desse tipo). Um bom apanhado histórico e conceitual do Problema da Base Incondicional pode ser encontrado em

## Bases Limitadamente Completas e Bases Contráteis

### Base Limitadamente Completa
Uma base {\displaystyle (e_{i})_{i}} de um espaço de Banach {\displaystyle X} é limitadamente completa se, para toda sequência {\displaystyle (a_{i})_{i}} de escalares tais que as somas parciais {\displaystyle V_{n}=\sum _{k=0}^{n}a_{k}e_{k}} são limitadas em {\displaystyle X}, então a sequência {\displaystyle V_{n}} converge em {\displaystyle X}.

### Base Contrátil
Seja {\displaystyle (e_{n})_{n}} uma base de Schauder de um espaço de Banach {\displaystyle X}, e {\displaystyle (e_{n}^{\star })_{n}} a sequência dos funcionais coordenadas de {\displaystyle (e_{n})_{n}}. Dizemos que {\displaystyle (e_{n})_{n}} é uma base contrátil se {\displaystyle {\overline {span}}\{e_{n}^{\star }:n\in \mathbb {N} \}=X^{\star }}, em que {\displaystyle X^{\star }} é o espaço dual de {\displaystyle X}.

### Exemplos
- A base canônica do espaço {\displaystyle l_{p}}, {\displaystyle 1\leq p<\infty }, é limitadamente completa.
- A base canônica do espaço {\displaystyle c_{0}}, no entanto, não é limitadamente completa.
- Ambas as bases canônicas de {\displaystyle l_{p}} e {\displaystyle c_{0}} são contráteis.

### Conexão com Espaços Reflexivos
Robert C. James, em 1957, caracterizou reflexividade em espaços de Banach relacionando o conceito com aquele de bases de Schauder através do teorema que é conhecido como Teorema de James:
Teorema: Seja {\displaystyle X} um espaço de Banach. Se X possui uma base {\displaystyle (e_{n})_{n}}, então {\displaystyle X} é reflexivo se, e somente se, {\displaystyle (e_{n})_{n}} é contrátil e limitadamente completa.

Em 1967, M. Zippin provou os seguintes resultados relacionados ao mesmo tema:
Teorema: Seja {\displaystyle X} um espaço de Banach com base {\displaystyle (e_{n})_{n}}.  Se todas as bases de {\displaystyle X} são contráteis, então {\displaystyle X} é um espaço reflexivo.
Teorema: Seja {\displaystyle X} um espaço de Banach com base {\displaystyle (e_{n})_{n}}. Se todas as bases de {\displaystyle X} são limitadamente completas, então {\displaystyle X} é um espaço reflexivo.

## Conceitos Relacionados

### Base de Hamel
Dizemos que {\displaystyle \{e_{1},\dots ,e_{n}\}}, {\displaystyle n<\infty } é uma base de Hamel de um espaço vetorial {\displaystyle X} se, para todo {\displaystyle x\in X}, existe uma única combinação de escalares {\displaystyle a_{1},\dots ,a_{n}} tal que {\displaystyle x=a_{1}e_{1}+\dots +a_{n}e_{n}}.